# Lapas
Lapas ist ein Ort und eine ehemalige Gemeinde (Freguesia) im portugiesischen Kreis Torres Novas. Die Gemeinde hatte 2597 Einwohner (Stand 30. Juni 2011).
Am 29. September 2013 wurden die Gemeinden Lapas, Ribeira Branca und Torres Novas (São Pedro) zur neuen Gemeinde União das Freguesias de Torres Novas (São Pedro), Lapas e Ribeira Branca zusammengeschlossen.